# 渚の女
「渚の女」（なぎさのおんな）は、2015年2月25日に発売された五木ひろしのシングル。

## 解説
- 本楽曲は、1989年に発売されたシングル「面影の郷」のB面曲で、五木が1971年に再デビューして以降、五木の楽曲の作詞を数多く手掛け、数々のヒット曲を生み出した山口洋子の詞に、五木自身が作曲した楽曲である。山口洋子は五木の故郷である福井県三方郡美浜町の海をイメージに描いて本作を作詞したものであるという[1]。

- 2014年9月に山口が逝去したことを受けて、五木が追悼の意を込めて恩師とのただ一度の共作となった本作を若草恵のアレンジでニューバージョンとしてレコーディングし、2015年最初のシングル盤として発売した[2]。

- カップリング曲「よこはま・たそがれ2015」は、1971年に山口が作詞し、五木の再デビュー曲でもある「よこはま・たそがれ」を挾間美帆のアレンジで2015年バージョンとしてレコーディングしたものである。

## 収録曲
1. 渚の女（4分27秒）
作詞：山口洋子／作曲：五木ひろし／編曲：若草恵
2. よこはま・たそがれ2015（3分36秒）
作詞：山口洋子／作曲：平尾昌晃／編曲：挾間美帆
3. 渚の女（オリジナルカラオケ）
4. よこはま・たそがれ2015（オリジナルカラオケ）